# وندی هولدنر
وندی هولدنر (انگلیسی: Wendy Holdener؛ زادهٔ ۱۲ مهٔ ۱۹۹۳) اسکی‌باز آلپاین اهل سوئیس است.